# 베스트피르디르

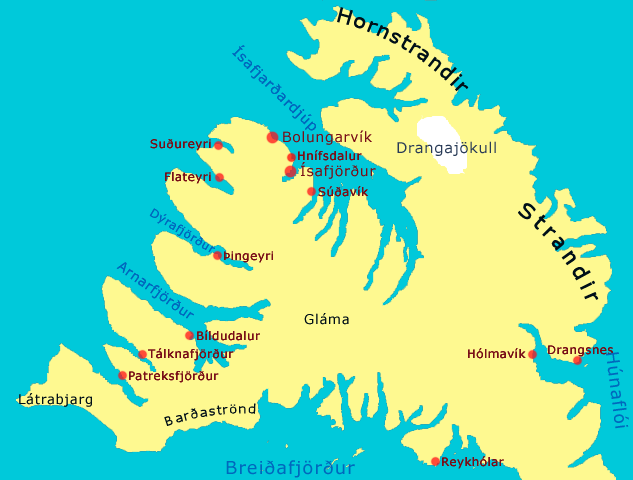
베스트피르디르의 지도

베스트피르디르(아이슬란드어: Vestfirðir)는 아이슬란드의 8지역 중 하나로 아이슬란드의 북서쪽에 있는 큰 반도의 이름이다. 아이슬란드의 나머지 지역과는 길스피외르뒤르와 비트뤼피외르뒤르의 사이에 있는 폭이 7km인 지협과 연결된다. 베스트피르디르는 산지가 엄청 많으며 해안은 험준한 절벽으로 둘러쌓인 많은 수의 피오르 때문에 매우 들쭉날쭉하다. 라우트라비아르그의 절벽은 아이슬란드의 극서(極西)지방이자 북대서양에서 새들이 모이는 가장 긴 절벽이기도 하다. 드라웅가예퀴들 빙하는 반도의 가장 북쪽에 있으며 나라에서 5번째로 크기도 하며 이 지역의 유일한 빙하이기도 하다.
이 지역에는 평평한 저지대가 없어서 농사를 짓기는 힘들지만 많은 피요르와 자연적인 항구, 어장과의 가까움은 이 지역의 경제에 있어서 아주 중요하다. 베스트피르디르에는 사람들이 드문드문 살며 2007년에는 7,380명의 사람들이 사는 것으로 확인되었다. 주도(이자 가장 큰 도시)는 이사피외르뒤르(인구는 4000명 정도)로 이 지역의 상업, 행정, 교통의 중심지이다.
| 연도 | 수     | 아이슬란드 인구 대비 베스트피르디르의 인구 |
| 1920 | 13.443 | 14.24%                                     |
| 1930 | 13.133 | 12.09%                                     |
| 1940 | 13.130 | 10.80%                                     |
| 1950 | 11.300 | 7.83%                                      |
| 1960 | 10.507 | 5.86%                                      |
| 1970 | 10.050 | 4.91%                                      |
| 1980 | 10.479 | 4.53%                                      |
| 1990 | 9.798  | 3.80%                                      |
| 2000 | 8.150  | 2.86%                                      |
| 2007 | 7.309  | 2.32%                                      |

## 베스트피르디르의 주요 도시
- 레이크홀라르
- 볼룽가르비크

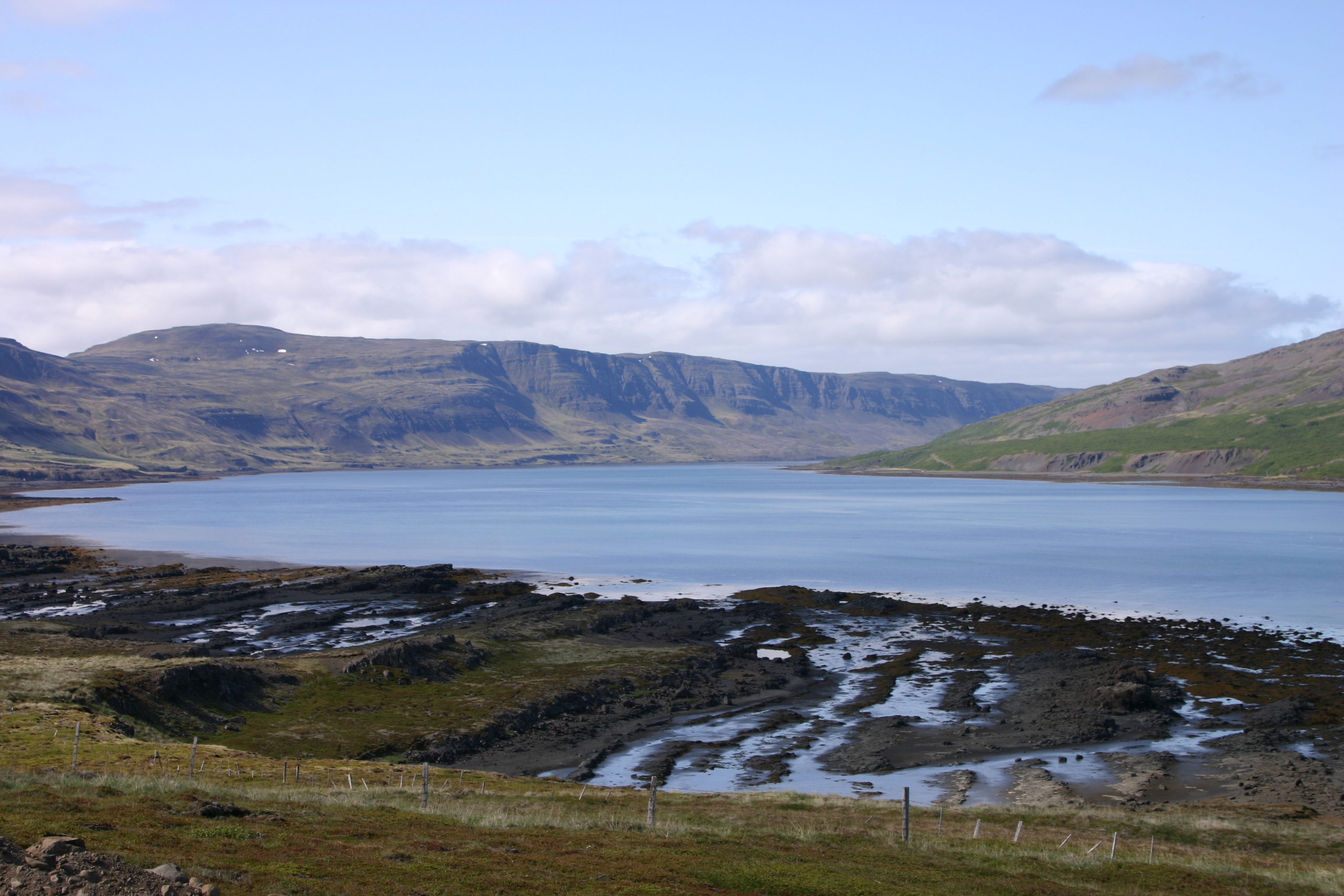
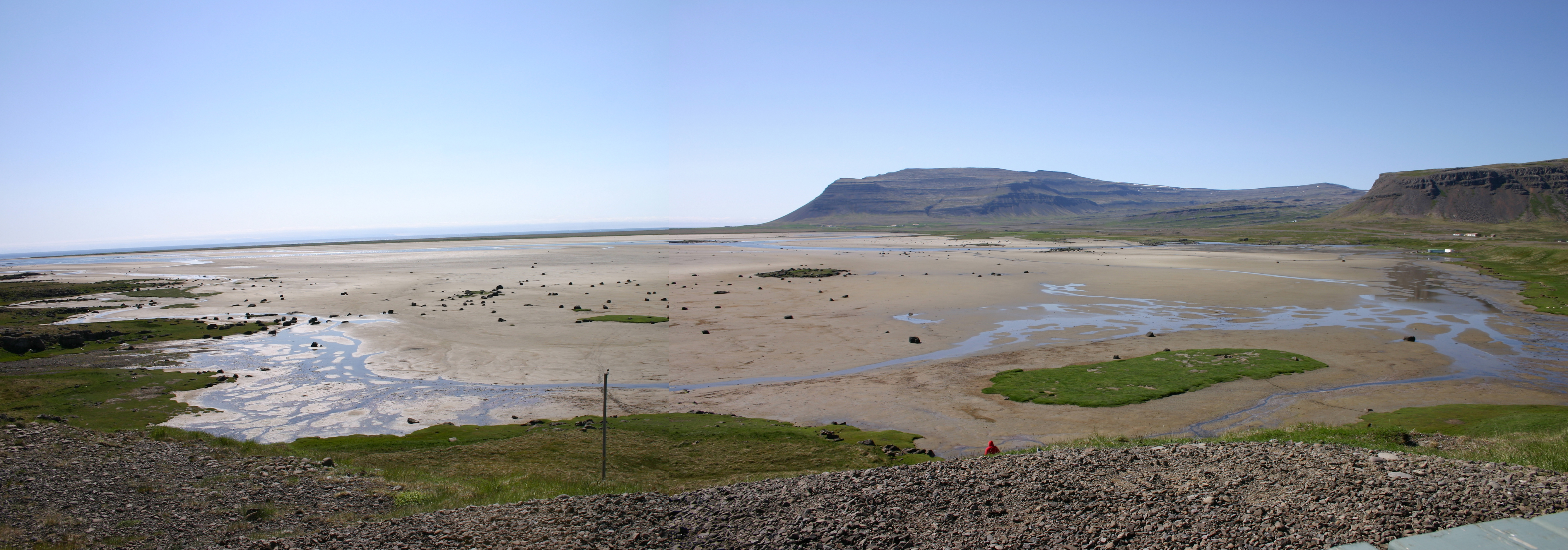
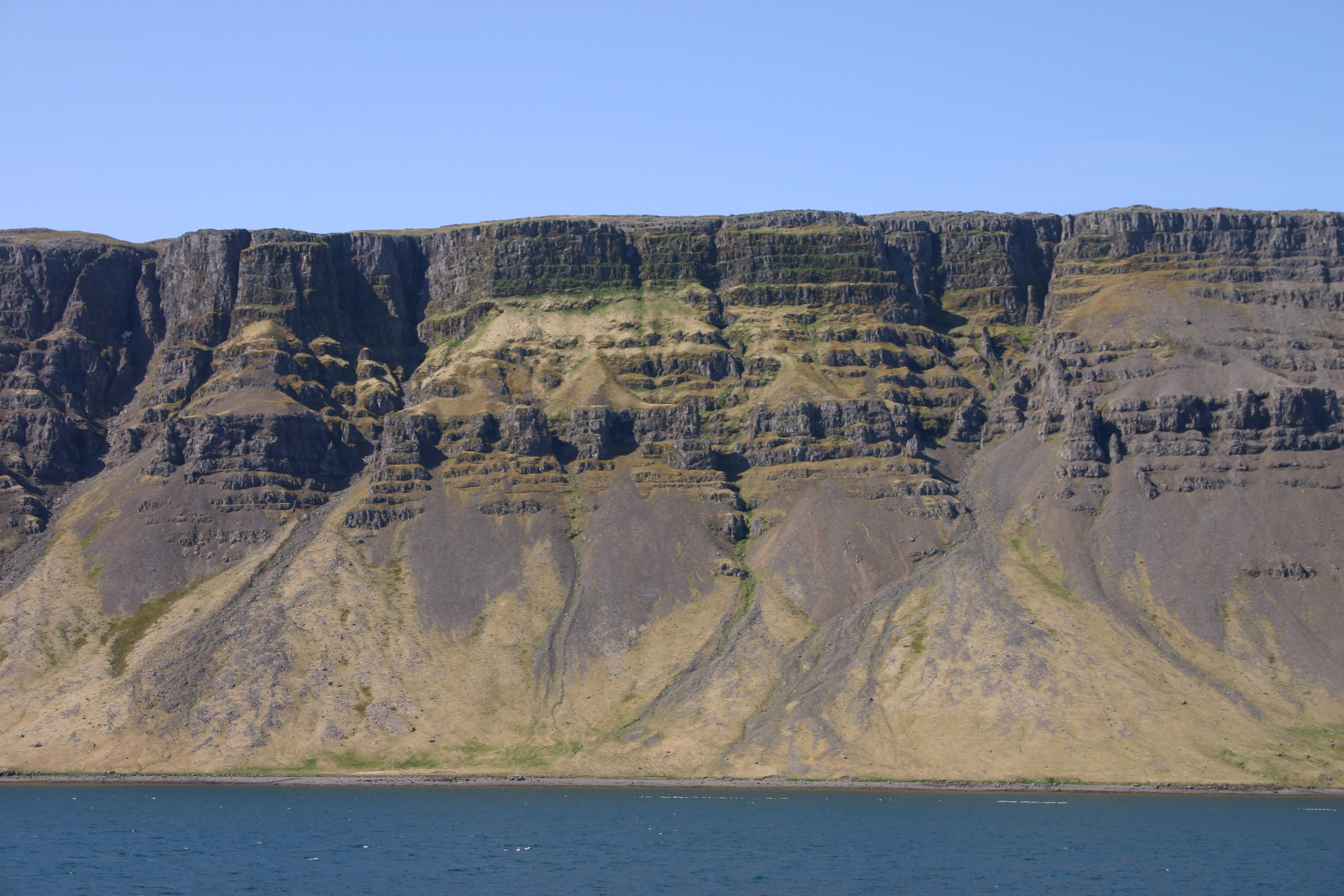
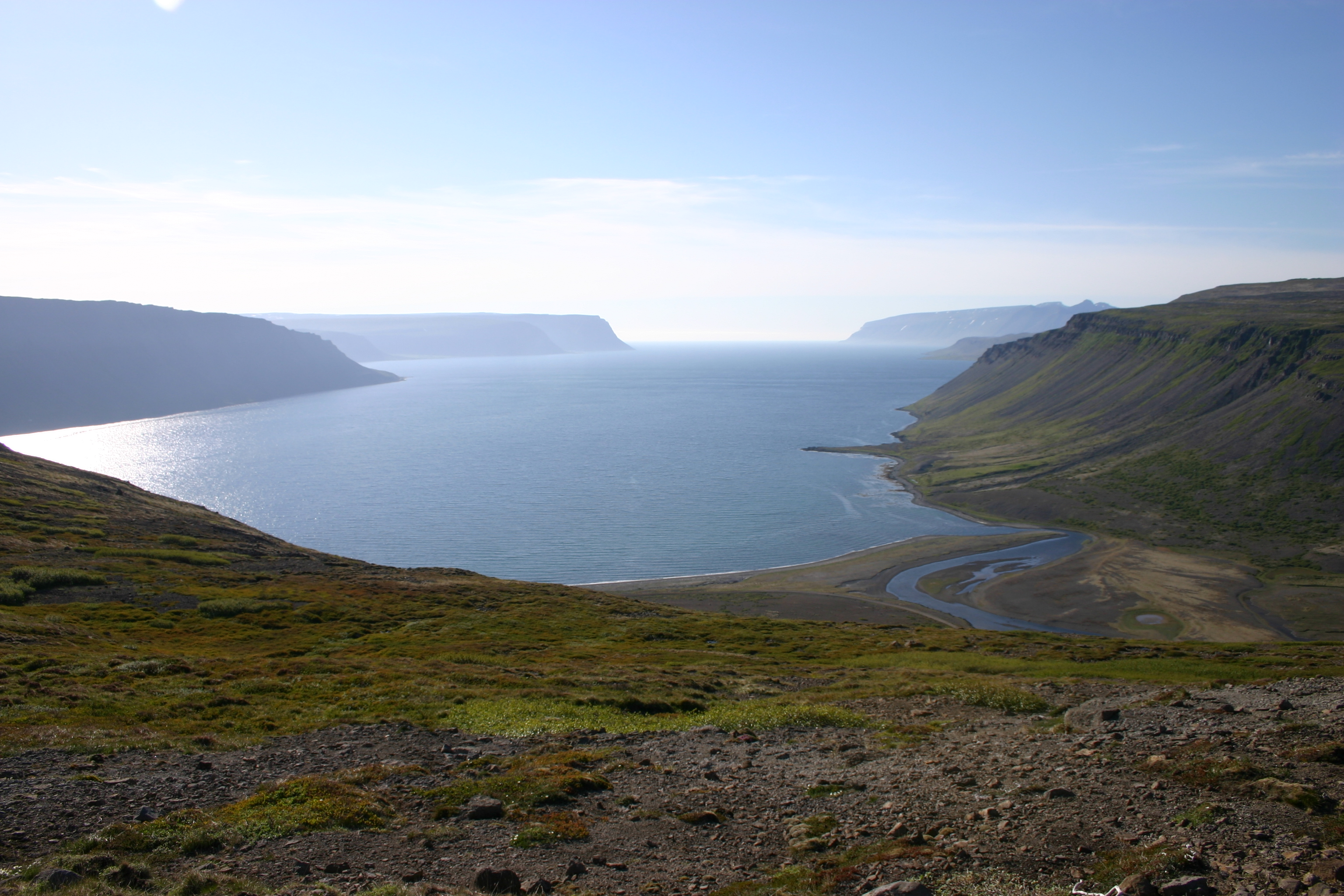
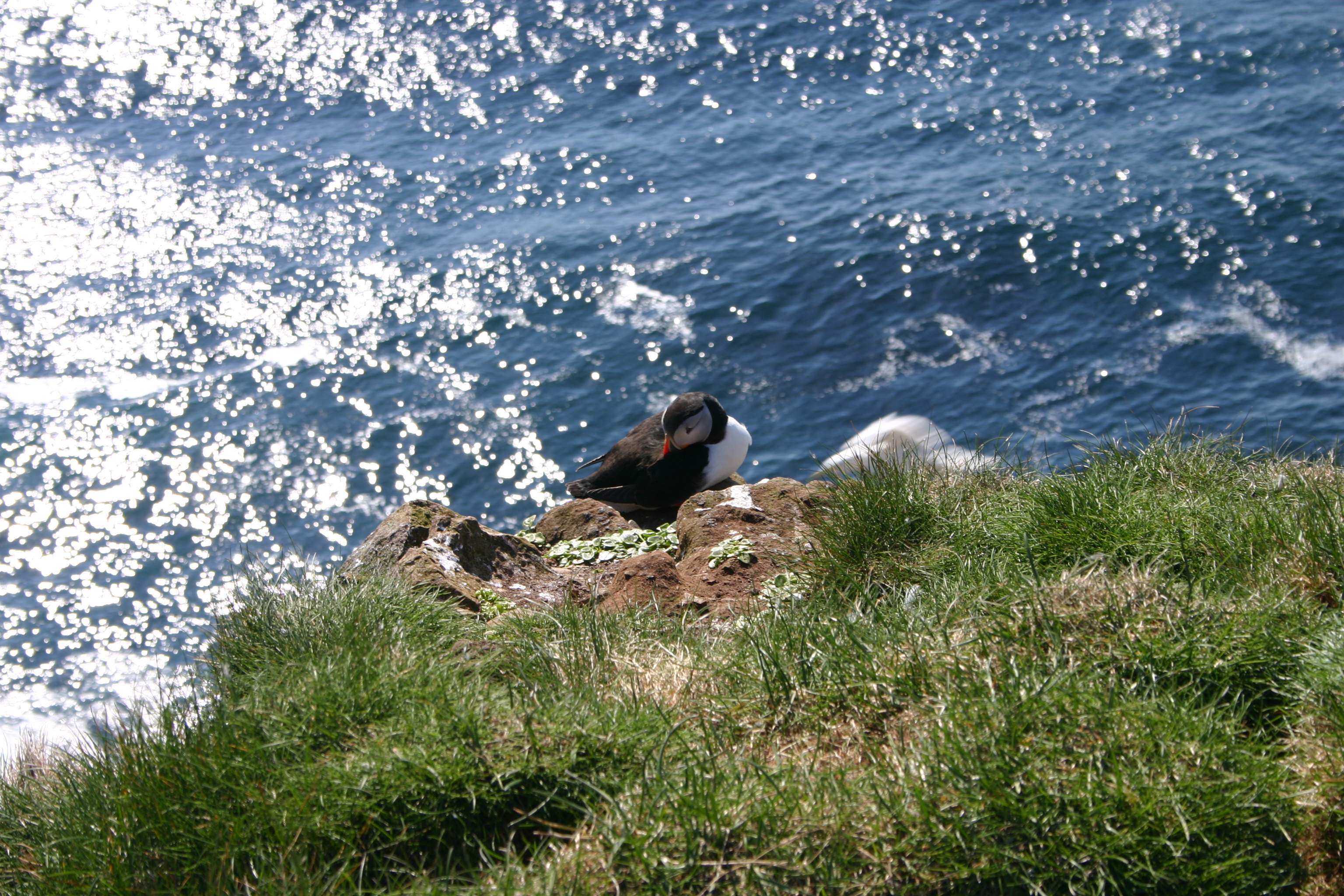
브리아운슬라이퀴르
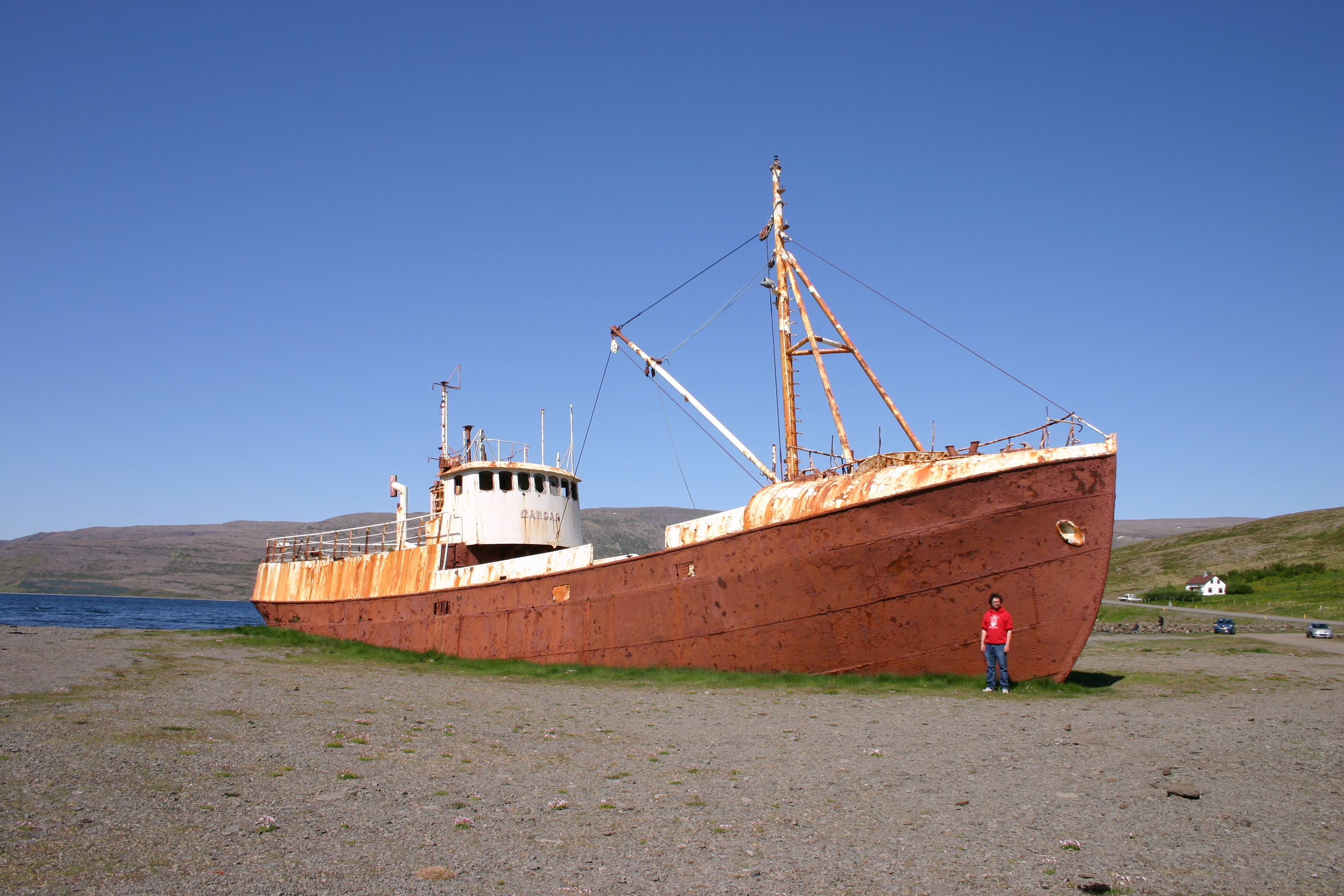
아이슬란드에서 가장 오래덴 강철 선박
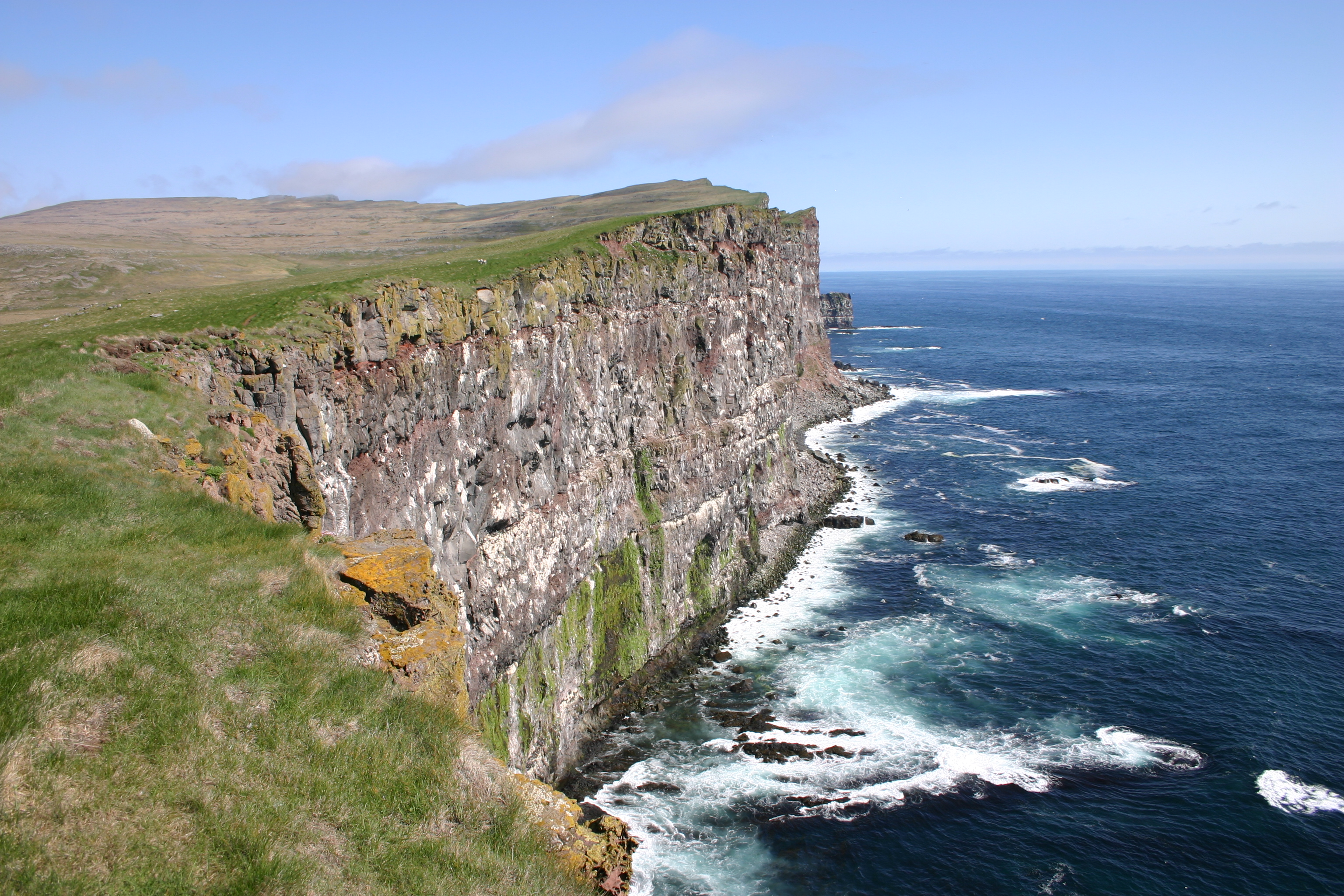
라우트라비아르그
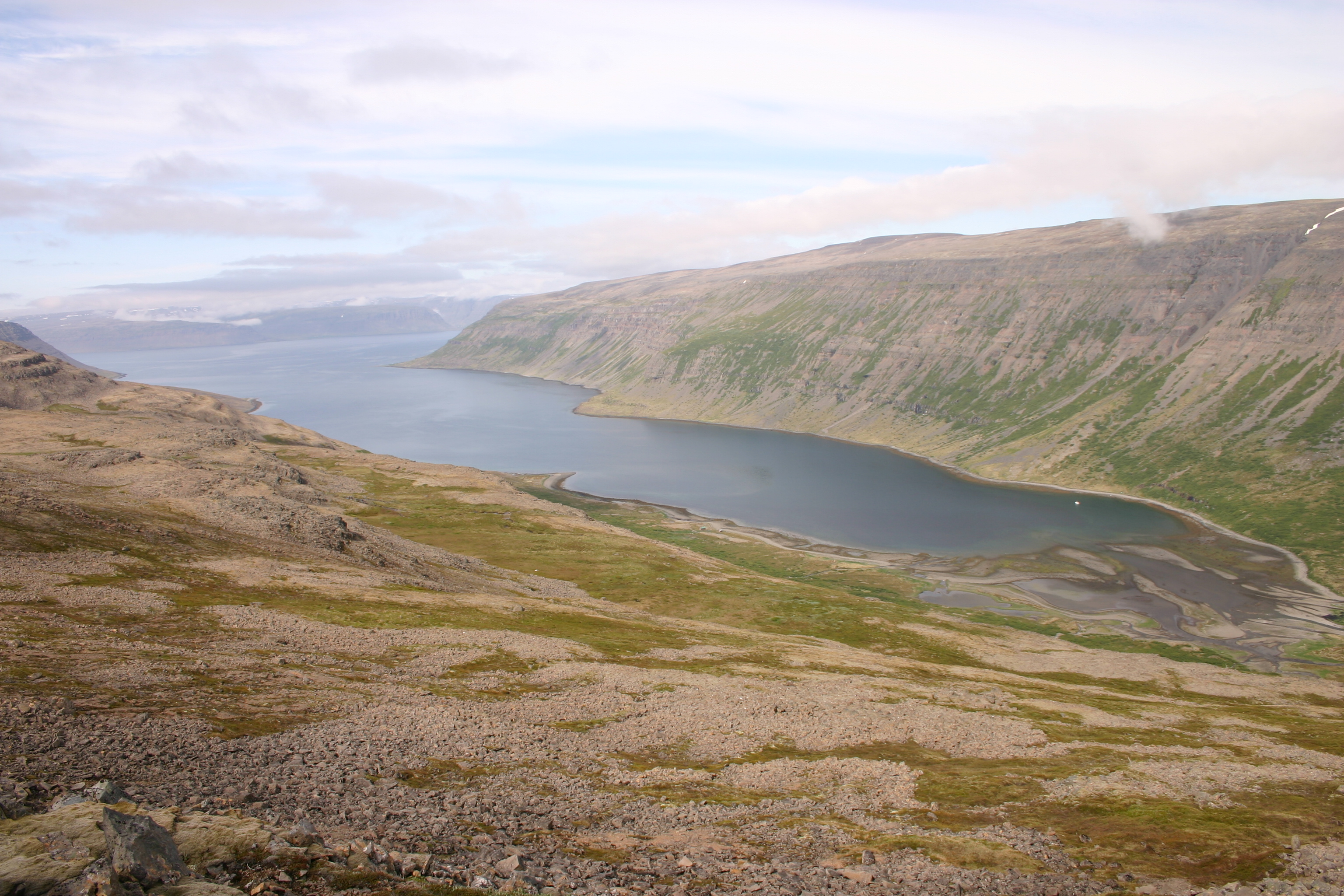
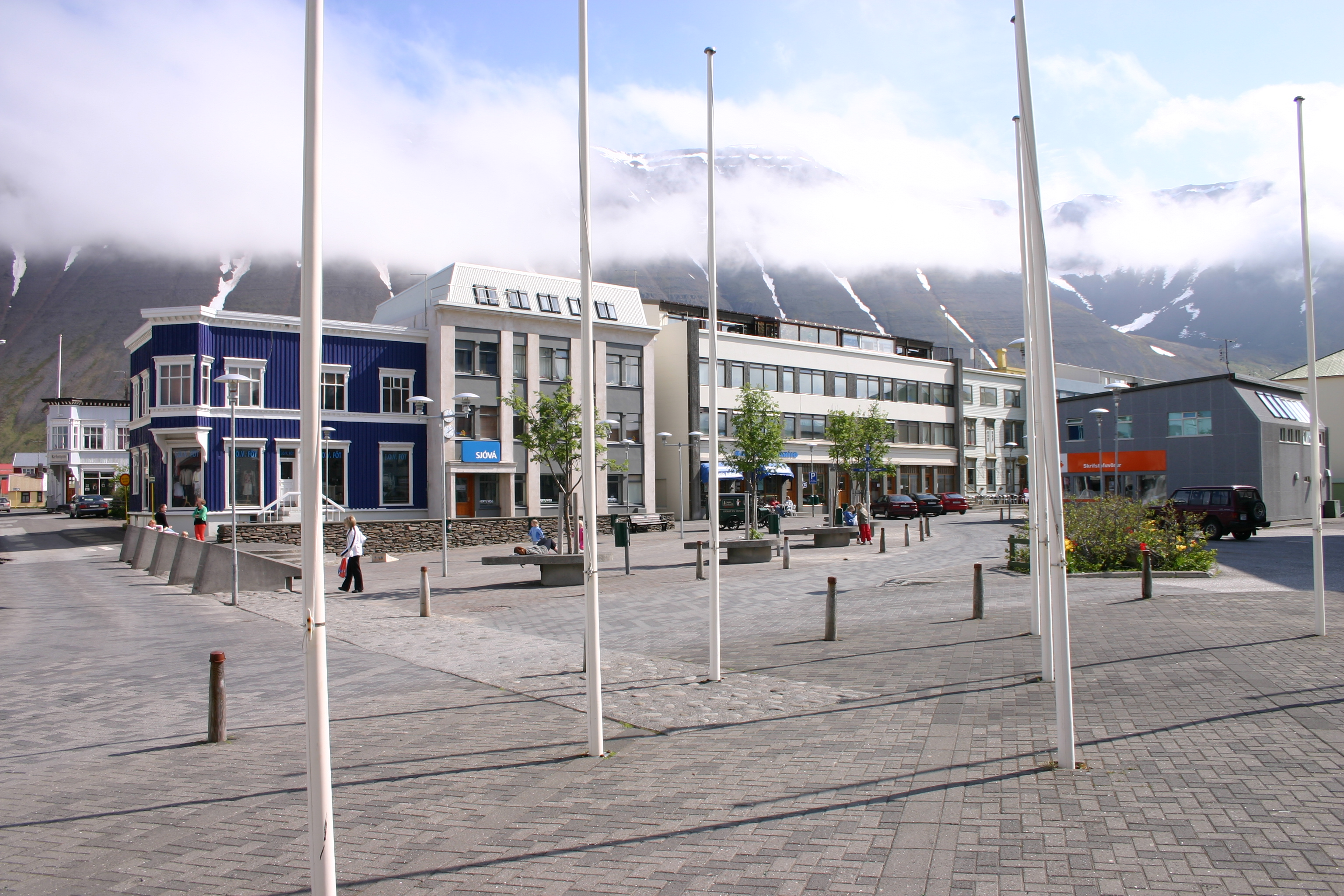
이사피외르뒤르
- 타울크나피외르뒤르
- 플라테이리
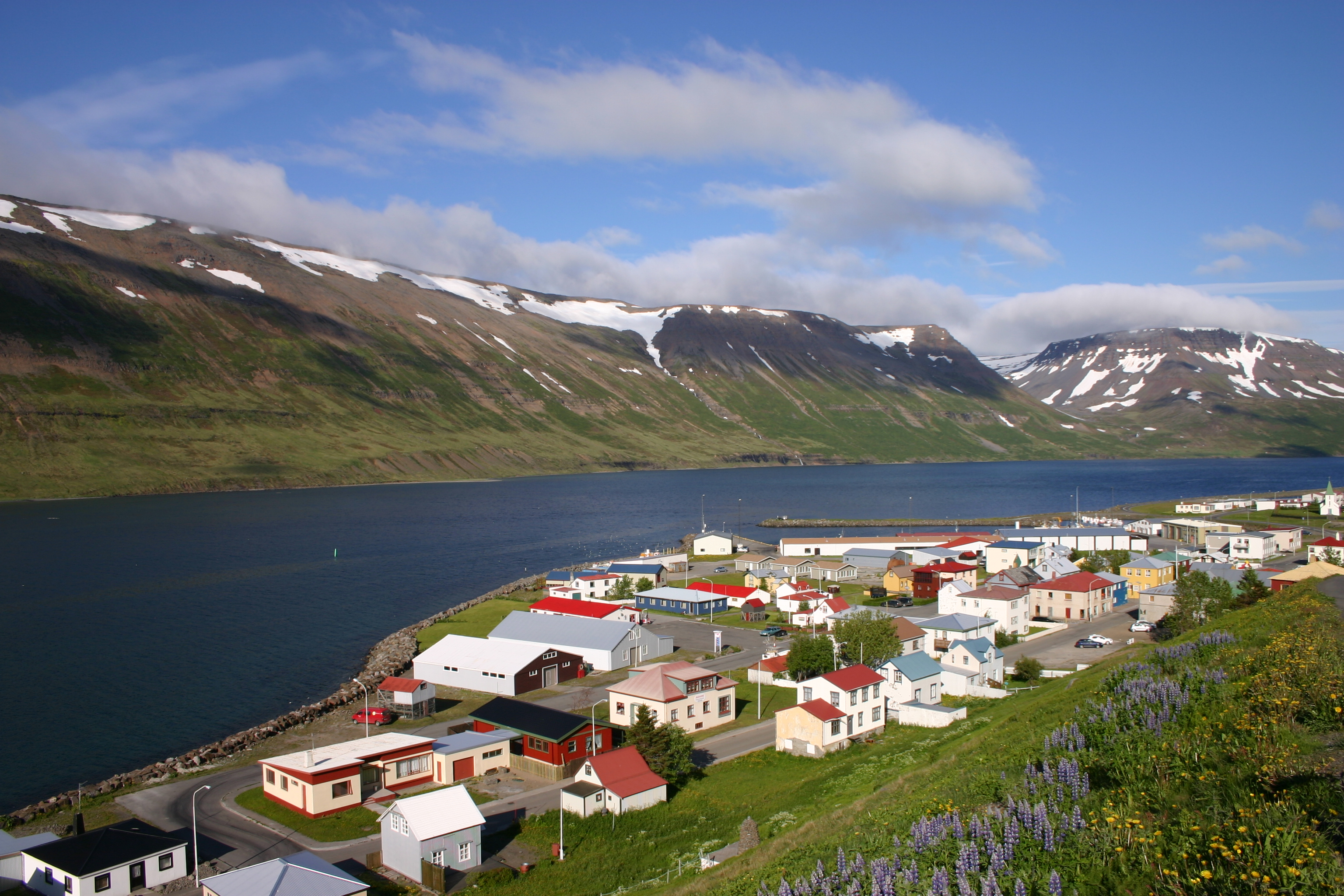
쉬뒤레이리
- 수다비크
- 빌뒤달뤼르
- 싱게이리
- 파트렉스피외르뒤르
- 스카울라네스
- 레이캬네스
- 홀마비크
- 드라웅스네스

## 같이 보기
- 바르다스트뢴드
- 아이슬란드의 지역
- 아이슬란드의 터널